# حسن هدایت
حسن هدایت (زاده ۱۳۳۴ در تهران) تهیه‌کننده، کارگردان، فیلم‌نامه‌نویس و تدوینگر اهل ایران است. وی فعالیت در سینما را از سال ۱۳۶۲ با فیلم پیک جنگل به عنوان نویسنده، کارگردان و طراح صحنه آغاز کرد.

## اقتباس از صادق هدایت
او چند فیلم خود را با الهام از داستان‌های صادق هدایت ساخته‌است و البته هیچ نسبت فامیلی‌ای با این نویسنده ندارد.

## فیلم‌شناسی

### سینما

#### کارگردان
- ناسپاس (۱۳۸۸)
- یک مرد، یک شهر (۱۳۸۶)
- گرداب (۱۳۸۳)
- سایه‌روشن (۱۳۸۰)
- بیگانه‌ای در شهر (۱۳۷۴)
- آخرین بندر (۱۳۷۳)
- چشم شیطان (۱۳۷۲)
- دلاوران کوچه دلگشا (۱۳۷۱)
- شهر خاکستری (۱۳۶۹)
- گراند سینما (۱۳۶۷)
- میهمانی خصوصی (۱۳۶۵)
- آتش در زمستان (۱۳۶۴)
- پیک جنگل (۱۳۶۲)

#### نویسنده
- گرداب (۱۳۸۳)
- سایه‌روشن (۱۳۸۰)
- بیگانه‌ای در شهر (۱۳۷۴)
- آخرین بندر (۱۳۷۳)
- چشم شیطان (۱۳۷۲)
- دلاوران کوچه دلگشا (۱۳۷۱)
- رانده‌شده (۱۳۶۸)
- گراند سینما (۱۳۶۷)
- گزارش یک قتل (۱۳۶۵)
- میهمانی خصوصی (۱۳۶۵)
- آتش در زمستان (۱۳۶۴)
- جستجو در شهر (۱۳۶۴)
- جنجال بزرگ (۱۳۶۳)
- مردی که زیاد می‌دانست (۱۳۶۳)
- پیک جنگل (۱۳۶۲)

#### تهیه‌کننده
- گرداب (۱۳۸۳)
- سایه‌روشن (۱۳۸۰)
- گراند سینما (۱۳۶۷)

#### تدوین‌گر
- سایه‌روشن (۱۳۸۰)
- شهر خاکستری (۱۳۶۹)
- گراند سینما (۱۳۶۷)
- ویزا (۱۳۶۶)
- میهمانی خصوصی (۱۳۶۵)

### تلویزیون

#### کارگردان
- آخرین فرصت (۱۳۷۴)
- کارآگاه علوی (۱۳۷۴)
- محاکمه (۱۳۷۸)
- یک میهمان (۱۳۷۹)
- کارآگاه علوی ۲ (۱۳۸۷)